# 在朝鮮民主主義人民共和国パレスチナ大使館
在朝鮮民主主義人民共和国パレスチナ大使館（在北朝鮮パレスチナ大使館、阿: سفارة دولة فلسطين لدى كوريا الشمالية、英: Embassy of the State of Palestine in North Korea）、駐朝パレスチナ大使館は、パレスチナが朝鮮民主主義人民共和国（北朝鮮）に設置している在外公館である。平壌直轄市大同江区域紋繍洞（朝鮮語: 문수동、ムンスドン）に位置する。

## 大使
- モハマド・シャフタ・ゾロブ（～2008年）
- イスマイル・アハマド・ムハマド・ハサン（2009年～、信任状捧呈は3月23日[3]）